# Namewee

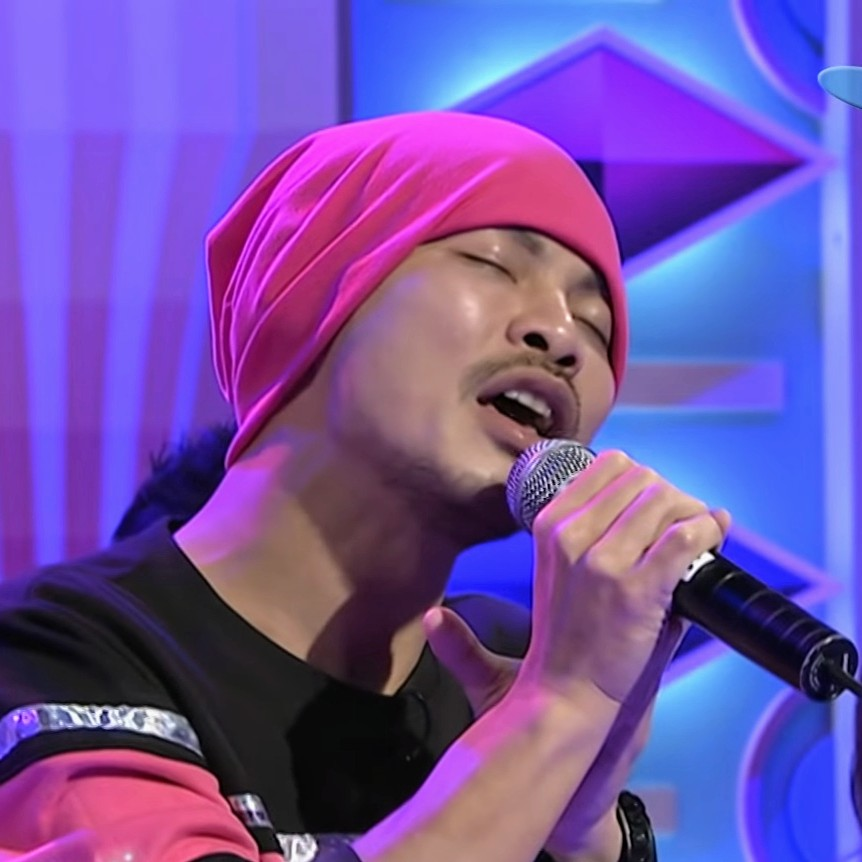
Namewee en 2016

Wee Meng Chee (chinois: 黄明志; pinyin: Huáng Míngzhì, né le 6 mai 1983), plus connu sous son nom de scène Namewee (/neɪm.wÏ/), est un artiste d'enregistrement hip hop, compositeur, réalisateur et acteur malaisien. Son nom de scène est un jeu de mots bilingue sur son prénom, le terme mandarin pour nom (chinese: 名字; pinyin: míngzi; name en anglais).
En août 2016, il a été arrêté par la police pour avoir filmé un clip mettant en scène des artistes déguisés en chefs religieux circulant dans une église, une mosquée et un temple chinois, ce qui aurait porté atteinte à la dignité de l'islam,.
Le 22 février 2018, Namewee a été détenu par la police pendant une journée dans le cadre d'une enquête sur son clip Like a Dog, dans lequel lui et d'autres individus dansent de manière prétendument indécente devant Perdana Putra, le complexe de bureaux du Premier ministre de Malaisie. Namewee a publié une vidéo réfutant les accusations portées contre lui, principalement que la vidéo de danse aurait été mise en scène devant une mosquée.
Wee a depuis été interdit en Chine continentale à la suite de la chanson et du clip Fragile (chinois : 玻璃心), une collaboration avec la chanteuse australienne basée à Taiwan Kimberley Chen, qui est devenue virale en octobre 2021,.